# Expansion bantoue
L'expansion bantoue est le nom donné à une longue série d'expansions géographiques, s'étendant sur plusieurs millénaires, des locuteurs du proto-bantou à l'intérieur du continent africain. Il s'agit du plus grand évènement démographique connu de la préhistoire africaine.
C'est une constatation linguistique qui est à l'origine de la théorie de l'expansion bantoue : les langues parlées en Afrique sub-équatoriale sont remarquablement proches (par leur vocabulaire et leur morphologie), ce qui permet de supposer qu'elles dérivent d'une proto-langue commune. « Plus de quatre cents langues répandues sur un tiers de ce grand continent dérivent d’une seule langue ancestrale ».
Des études archéologiques sont venues conforter la thèse linguistique : on a pu associer à l'expansion bantoue la diffusion de l'agriculture, de la métallurgie du fer et de la poterie vers l'Est et le Sud du continent. Enfin, des analyses génétiques l'ont confirmée : les populations bantoues sont relativement homogènes du point de vue génétique, ce qui les distingue des autres populations africaines. L'étude comparée des marqueurs génétiques des populations africaines bantouphones et non bantouphones accrédite donc l’hypothèse de l'expansion.
Les recherches ethno-linguistiques ont permis d'identifier la zone d'origine des langues bantoues, branche de la famille des langues nigéro-congolaises, dans une région située aux confins du Nigeria et du Cameroun, les grassfields. Depuis cette zone, l'expansion vers le sud aurait débuté aux alentours de 3000 av. J.-C. Dans un deuxième temps, vers 1500 av. J.-C., un flux se dirige en direction de l'Afrique de l'Est et un autre, dans un mouvement nord-sud, le long des rives atlantiques des actuels Gabon, République démocratique du Congo et Angola, ainsi qu'en suivant les cours d'eau du système fluvial du Congo. L'expansion atteint l'Afrique australe probablement vers 300 apr. J.-C.

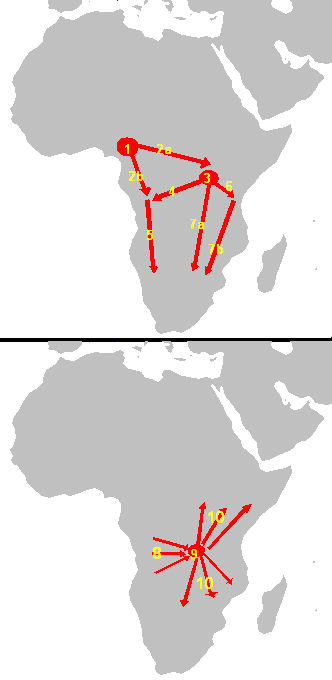
1 = 3000-1500 av. J.-C., origine
2 = env. 1500 av. J.-C., premières migrations
2.a = Bantou oriental, 2.b = Bantou occidental
3 = 1000-500 av. J.-C., Urewe, noyau du Bantou oriental
4–7 = avancée vers le sud
9 = 500 av. J.-C.-0, noyau Congo
10 = 0-1000 ap. J.-C., dernière phase,,

## Historique de la recherche
Partant d'une base linguistique, la thèse de l'expansion bantoue est devenue pluridisciplinaire. Après les premiers indices linguistiques, l'hypothèse de l'expansion bantoue s’appuie sur des considérations archéologiques dont une des premières synthèses est effectuée par Roland Oliver, en 1966.
Les Bantous sont des agriculteurs semi-nomades. Le mouvement migratoire a probablement été déclenché par le développement de l'agriculture, entraînant une densification de population ; l'agriculture étant en outre essentiellement itinérante, le déplacement de population est la conséquence mécanique de cette densification,.
Pour ce qui concerne la métallurgie, les premières migrations sont antérieures à la maîtrise du fer. L'hypothèse initiale considérait que les proto-bantous maîtrisaient déjà le travail du fer, mais cette proposition a été abandonnée. La thèse actuelle explique que, vers 1000 av. J.-C., l'expansion bantoue atteint la région des grands lacs ; c'est probablement là et à ce moment que les bantous s'initient au travail du fer, qu'ils maîtrisent pleinement vers 400 ap. J.-C. Cela permet de corréler l'expansion bantoue, l'expansion des « métallurgistes du fer » et l'expansion géographique conjointe des techniques de céramique,.
Plus récemment, le développement des études génétiques des populations a permis de confirmer la thèse de l'expansion bantoue, car « la zone linguistique bantou correspond à une population homogène, génétiquement distincte des Pygmées et des Bochimans »,,. Ces études génétiques montrent que la diversité génétique des communautés de langue bantoue dans toute l’Afrique subsaharienne est toujours caractérisée par une composante ancestrale ouest-africaine dominante.
D'un point de vue démographique, l'expansion bantoue repousse ou assimile les chasseurs-cueilleurs Khoïsans et Pygmées, habitants d'origine du centre et du sud de l'Afrique. En Afrique de l'Est et en Afrique australe, les locuteurs bantous adoptent probablement les techniques d'élevage des peuples de langues couchitiques et nilotiques qu'ils rencontrent. Les techniques d'élevage existaient dans le sud du continent plusieurs siècles avant que les bantous n'y arrivent.
Il n'existe pas d'unité culturelle bantoue. Le terme a été forgé par un linguiste, il désigne une famille de langues et, par extension, leurs locuteurs, mais il n'y a ni mode de vie, ni organisation sociale, ni système de pensée communs,.
Alors que l'on pensait généralement que la distribution actuelle des langues bantoues reflète les premières étapes de l'expansion bantoue, une étude publiée portant sur un ensemble de datations au radiocarbone et de sites à travers la forêt tropicale du Congo et les zones adjacentes, avance que ce n'est pas le cas.

## Situation avant l’expansion
Avant la migration des bantous, agriculteurs et éleveurs (pasteurs), le sud du continent est peuplé de chasseurs-cueilleurs.

### Afrique centrale
Les Pygmées d'Afrique centrale et les Bantous forment deux branches issues d'une population ancestrale commune il y a plus de 70 000 ans. La plupart des groupes de Pygmées Batwa parlent une langue bantoue ; cependant, une part considérable de leur vocabulaire n'est pas d'origine bantoue. Ce lexique non bantou a trait à la botanique (la collecte du miel par exemple) ; c'est, plus largement, un vocabulaire spécialisé relatif à la forêt et il est commun aux groupes Batwa de l'ouest. Il s'agit probablement de la survivance d'une « langue Batwa de l'ouest ».

### Afrique australe
Les locuteurs du khoisan ont une descendance actuelle : des chasseurs-cueilleurs qui occupent les régions arides des alentours du désert du Kalahari, dans le Sud-Est de l'Afrique.

### Afrique de l'Est
Les locuteurs des langues khoïsan hadza et sandawe, en Tanzanie, composent l'autre groupe de chasseurs-cueilleurs subsistant en Afrique.
Une partie de ce qui est maintenant le Kenya et la Tanzanie est, à l'origine, occupée par des pasteurs, locuteurs de langues chamito-sémitiques venus de la corne de l'Afrique ; ils sont suivis d'une vague ultérieure d'éleveurs, locuteurs de langues nilo-sahariennes,,,.

## Étapes de l'expansion bantoue

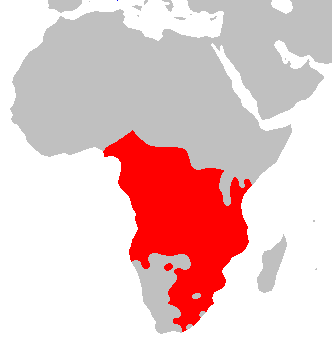
Extension des langues bantoues

Il y aurait eu une première phase d'expansion, depuis la zone d'origine des grassfields,, vers le nord-ouest de l'actuelle zone bantoue puis une deuxième phase de migration vers le sud.

### De3000av. J.-C.jusqu'à environ1500av. J.-C.
C'est la première phase et donc la période la plus éloignée et, de ce fait, la moins bien connue de l’histoire bantoue. Il n'existe pas de preuves directes de la migration, la datation de l'expansion de la famille des langues bantoues se fondant essentiellement, quoique pas uniquement, sur la glottochronologie. « La dispersion des langues bantoues à  partir de cette région [les grassfields] aurait commencé il y a au moins cinq millénaires. […] Des recherches archéologiques dans la région des grassfields indiquent, à partir de 5 000 à 4 000 ans avant notre ère, l'introduction progressive de nouvelles technologies, comme les outils microlithiques et la poterie. Il semble que ce phénomène soit dû à des communautés migrantes venues du nord sans doute à cause de la détérioration climatique qui s'était produite au Sahel à cette même époque ».
L'expansion bantoue est également facilitée par l’introduction de plantes exogènes comme la banane plantain, le taro et l'igname aquatique, apportées en Afrique par les Austronésiens dès 3000 avant notre ère. Ces plantes, adaptées aux régions tropicales, permettent aux Bantous de cultiver dans les forêts équatoriales denses, rendant ces territoires plus accessibles pour l'agriculture. Le plantain fournit une source stable de glucides, soutenant la croissance démographique nécessaire à l’expansion. L'adoption de ces cultures a laissé des traces dans les langues bantoues, où des termes communs comme kondo désignant le plantain montrent leur intégration dans les cultures locales.
Les déplacements de population vers le sud auraient été facilités par le fait que la forêt équatoriale était, à cette époque, en régression, ce qui aurait permis de la traverser plus aisément qu'auparavant,.

### De1500av. J.-C.jusqu'à 500 ap. J.-C.
L'expansion attestée des locuteurs bantous depuis l'Afrique de l'Ouest commence aux alentours de 1500 à 1000 av. J.-C. Bien que les premières hypothèses supposaient que ces premiers locuteurs travaillaient le fer, l'archéologie montre qu'ils n'ont pas utilisé le fer avant 400 ap. J.-C. La branche occidentale suit, vers le sud, la côte atlantique et les cours d'eau du système fluvial du Congo, atteignant le centre de l'actuel Angola vers 500 av. J.-C.
À cette époque, il y a des populations dans la région, dont les Pygmées sont les descendants. Cependant, les recherches sur le génome mitochondrial, menées dans la province de Cabinda, suggèrent que seul l'haplogroupe originaire d'Afrique de l'Ouest y est aujourd'hui présent ; l'haplogroupe L0, marqueur des populations pré-bantoues, est manquant, ce qui indique un remplacement massif de population, (l'ADN mitochondrial se transmettant uniquement par la mère, cela prouve donc que de nombreuses femmes ont fait partie de l'expansion). En Afrique du Sud, un brassage plus complexe a eu lieu.
Plus à l'est, les communautés bantouphones atteignent la grande forêt équatoriale et, vers 500 av. J.-C., des groupes pionniers émergent dans les savanes du sud, à l'emplacement des actuels République démocratique du Congo, Angola et Zambie.
Un autre flux d'expansion vers l'est, vers 1000 av. J.-C., crée un nouveau foyer majeur de peuplement près des grands lacs dans l'Est africain, où un environnement favorable permet de supporter une forte densité de population. Les déplacements par petits groupes depuis les grands lacs vers le sud sont plus rapides que la colonisation initiale. Celle-ci avait débouché sur des implantations largement dispersées, situées près des côtes et des cours d'eau en raison de conditions d'exploitation plus difficiles dans les zones éloignées des points d'eau. Les pionniers atteignent la province du KwaZulu-Natal, en Afrique du Sud, le long de la côte, vers 300 ap. J.-C. ; ils atteignent la province du Limpopo aux alentours de 500 ap. J.-C.,

### De 400 ap. J.-C. auXIIIesiècle

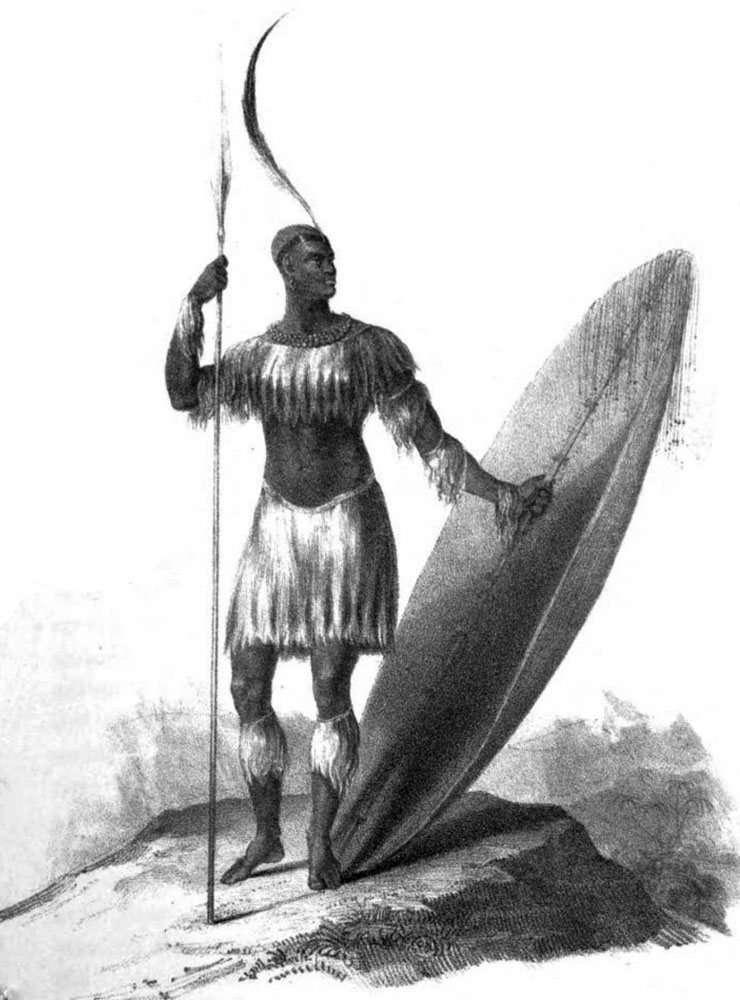
Le roi Chaka Zulu (1781-1828) en 1824

La  période qui commence aux débuts de notre ère est celle de la consolidation et de la diversification des organisations politiques issues de l'expansion bantoue. 
Il semblerait que les phases d'expansion bantoue aient été séparées par un effondrement généralisé de la population entre 400 et 600 de notre ère. Coïncidant avec des conditions climatiques plus humides, l'effondrement a peut-être été favorisé par une épidémie prolongée. Cet écroulement démographique est suivi par une réinstallation majeure des siècles plus tard.
La différenciation linguistique s'amplifie, en lien avec la spécialisation agricole : les bananeraies se développent autour du lac Victoria, la culture des céréales et le pastoralisme s'implantent dans les zones de savane. Ces spécialisations laissent des traces dans le lexique,.

### DuXIIIesiècleauXVIIesiècle
Entre le XIIIe et le XVIIe siècle, des États bantouphones dépassant le stade de la chefferie commencent à émerger dans la région des grands lacs, dans les savanes au sud de la grande forêt tropicale et sur les rives du Zambèze. À cet endroit, entre le Zambèze et le Limpopo, les rois du Monomotapa bâtissent le complexe du Grand Zimbabwe. Ce processus de formation d'État s'accélère au xvie siècle. Cela est probablement dû à la densification de la population qui engendre une division du travail plus poussée, y compris dans le domaine militaire, ce qui rend le phénomène migratoire plus difficile. D'autres facteurs jouent, tels le développement du commerce entre Africains et Européens ainsi qu'avec les marchands arabes de la côte, ou bien encore la ritualisation du pouvoir royal, considéré comme source de la puissance et de la santé de la nation.

## Débats scientifiques
Des points de vue opposés persistent quant à savoir si l'expansion bantoue a été facilitée par le repli des forêts induit par le climat ou a plutôt favorisé la déforestation par l'agriculture sur brûlis.

## Langues nigéro–congolaises
La famille des langues nigéro-congolaises comprend un large groupe de langues présentes dans toute l'Afrique subsaharienne. La branche bénoué-congolaise englobe les langues bantoues, qu'on trouve en Afrique centrale, australe et de l'Est.
La plupart des langues nigéro-congolaises, langues bantoues comprises, sont des langues à tons. Elles n'utilisent généralement pas la désinence casuelle. Le système caractéristique est celui du genre grammatical utilisant des classes nominales, quelques langues en ayant jusqu'à deux douzaines. La racine du verbe tend à rester inchangée, avec des particules adverbiales ou des verbes auxiliaires permettant d'exprimer le temps et le mode. Ainsi, dans un certain nombre de langues, l'infinitif est l’auxiliaire permettant d'indiquer le futur.